# Марцель Небельс
Марцель Небельс (нім. Marcel Noebels, нар. 14 березня 1992, Тенісфорст) — німецький хокеїст, центральний нападник клубу ДХЛ «Айсберен Берлін». Гравець збірної команди Німеччини.

## Ігрова кар'єра
Хокейну кар'єру розпочав на батьківщині 2009 року виступами за команду «Крефельдські Пінгвіни».
2011 року був обраний на драфті НХЛ під 118-м загальним номером командою «Філадельфія Флаєрс». 18 липня 2011 сторони уклали контракт. Але два сезони Марцель відіграв за команди ЗХЛ «Сієтл Тандербердс» та «Портленд Вінтергокс».
З сезону 2012–13 центральний нападник захищає кольори «Трентон Титанс», а згодом «Адірондак Фантомс» (АХЛ). 
10 жовтня 2014 року Небельс та «Філадельфія Флаєрс» розірвали контракт і німець повернувся на батьківщину, де 13 жовтня уклав контракт з клубом ДХЛ «Айсберен Берлін».
Був гравцем молодіжної збірної Німеччини, у складі якої брав участь у 27 іграх. У складі національної збірної команди Німеччини брв участь в багатьох чемпіонатах світу, зокрема світова першість 2018 року, срібний призер зимових Олімпійських ігор 2018.

## Статистика

### Клубні виступи
| Сезон     | Клуб                    | Ліга      | Регулярний сезон | Регулярний сезон | Регулярний сезон | Регулярний сезон | Регулярний сезон | Плей-оф | Плей-оф | Плей-оф | Плей-оф | Плей-оф |
| Сезон     | Клуб                    | Ліга      | І                | Г                | П                | О                | ШХ               | І       | Г       | П       | О       | ШХ      |
| --------- | ----------------------- | --------- | ---------------- | ---------------- | ---------------- | ---------------- | ---------------- | ------- | ------- | ------- | ------- | ------- |
| 2009–10   | «Крефельдські Пінгвіни» | ДХЛ       | 33               | 1                | 2                | 3                | 29               | —       | —       | —       | —       | —       |
| 2010–11   | «Сієтл Тандербердс»     | ЗХЛ       | 66               | 28               | 26               | 54               | 23               | —       | —       | —       | —       | —       |
| 2011–12   | «Сієтл Тандербердс»     | ЗХЛ       | 31               | 10               | 14               | 24               | 18               | —       | —       | —       | —       | —       |
| 2011–12   | «Портленд Вінтергокс»   | ЗХЛ       | 31               | 10               | 24               | 34               | 8                | 22      | 8       | 15      | 23      | 6       |
| 2012–13   | «Трентон Титанс»        | ХЛСУ      | 31               | 11               | 19               | 30               | 14               | —       | —       | —       | —       | —       |
| 2012–13   | «Адірондак Фантомс»     | АХЛ       | 43               | 13               | 10               | 23               | 6                | —       | —       | —       | —       | —       |
| 2013–14   | «Адірондак Фантомс»     | АХЛ       | 52               | 3                | 8                | 11               | 29               | —       | —       | —       | —       | —       |
| 2014–15   | «Айсберен Берлін»       | ДХЛ       | 35               | 7                | 13               | 20               | 40               | 3       | 1       | 1       | 2       | 2       |
| 2015–16   | «Айсберен Берлін»       | ДХЛ       | 52               | 11               | 22               | 33               | 43               | 7       | 1       | 1       | 2       | 2       |
| 2016–17   | «Айсберен Берлін»       | ДХЛ       | 5                | 3                | 1                | 4                | 2                | 14      | 3       | 5       | 8       | 8       |
| 2017–18   | «Айсберен Берлін»       | ДХЛ       | 52               | 11               | 19               | 30               | 10               | 18      | 6       | 8       | 14      | 12      |
| 2018–19   | «Айсберен Берлін»       | ДХЛ       | 49               | 9                | 25               | 34               | 24               | 8       | 2       | 4       | 6       | 8       |
| ДХЛ разом | ДХЛ разом               | ДХЛ разом | 226              | 42               | 82               | 124              | 148              | 50      | 13      | 19      | 32      | 32      |

### Збірна
| Рік                | Команда            | Турнір             | Місце              | І  | Г  | П  | О  | ШХ |
| ------------------ | ------------------ | ------------------ | ------------------ | -- | -- | -- | -- | -- |
| 2009               | Німеччина          | U17                | 6-е                | 5  | 2  | 0  | 2  | 4  |
| 2009               | Німеччина          | ЮЧС18              | 10-е               | 6  | 0  | 0  | 0  | 0  |
| 2010               | Німеччина          | ЮЧС18              | 11-е               | 5  | 9  | 10 | 19 | 0  |
| 2011               | Німеччина          | МЧС                | 10-е               | 6  | 1  | 2  | 3  | 0  |
| 2012               | Німеччина          | МЧС-D1             | 11-е               | 5  | 4  | 5  | 9  | 6  |
| 2013               | Німеччина          | ЧС                 | 9-е                | 3  | 0  | 0  | 0  | 0  |
| 2014               | Німеччина          | ЧС                 | 14-е               | 7  | 1  | 0  | 1  | 2  |
| 2016               | Німеччина          | ЧС                 | 7-е                | 7  | 0  | 3  | 3  | 2  |
| 2018               | Німеччина          | ОІ                 | 2                  | 7  | 1  | 0  | 1  | 2  |
| 2018               | Німеччина          | ЧС                 | 11-е               | 7  | 0  | 1  | 1  | 2  |
| 2019               | Німеччина          | ЧС                 | 6-е                | 8  | 0  | 0  | 0  | 0  |
| Молодіжна збірна   | Молодіжна збірна   | Молодіжна збірна   | Молодіжна збірна   | 27 | 16 | 17 | 33 | 10 |
| Національна збірна | Національна збірна | Національна збірна | Національна збірна | 39 | 2  | 4  | 6  | 8  |